# Ethniki Odos 70
Die Ethniki Odos 70 (griechisch Εθνική Οδός 70 ‚Nationalstraße 70‘) ist eine 76 km lange Straßenverbindung in Griechenland. Sie verbindet die Straße EO 7 in Argos mit der Straße EO 10 in Epano Epidavros.

## Verlauf
Die Straße zweigt in Argos (griechisch Άργος) von der Ethniki Odos 7 nach Südosten ab und führt in die Hafenstadt Nafplio (griechisch Ναύπλιο). Sie verlässt die Küste wieder und führt nach Osten über Piriotika und an Lygourio (Λυγουριό) mit dem historischen Epidauros (UNESCO-Weltkulturerbe), das rund 2 km von der Straße entfernt liegt, vorbei nach Epano Epidavros (Επάνω Επίδαυρος), wo sie die von Korinth kommende Ethniki Odos 10 kreuzt und noch nach Palea (Archea) Epidavros führt, wo aie endet.